# Valerio Aprea
Valerio Aprea (Roma, 11 aprile 1968) è un attore italiano.

## Biografia
Nipote di Tito Aprea, compositore, è diplomato in recitazione al Conservatorio Teatrale Giovan Battista Diotajuti ed è laureato in Storia del cinema a La Sapienza. Ha iniziato la carriera da attore a teatro, in Eredità (1992). Successivamente, è stato impegnato in molti altri spettacoli: Le trachinie e Edipo a Colono di Antonio Pierfederici (1993), La cantatrice calva di Daniele Pecci (1995), I tre moschettieri e mezzo e Titanic di Claudio Insegno (rispettivamente 1997 e 1998), Dramma della gelosia di Gigi Proietti (1999), Il vantone di Pino Quartullo (2001), Nudo e crudo di Pietro De Silva (2002), Nell'ultima ora di Tripp di Alessandro Varani (2002) e In mezzo al mare di Mattia Torre (2006).
Negli anni 2000, è presente anche sul piccolo e grande schermo: il debutto arriva con Eccomi qua, film per la regia di Giacomo Ciarrapico. Comparirà anche in altre pellicole, quali Nessuno mi può giudicare (2011) e Smetto quando voglio (2014). Ha fatto parte del cast della serie televisiva Boris per tutte le quattro stagioni andate in onda, nonché nel film omonimo, interpretando uno degli sceneggiatori dell'immaginaria serie Gli occhi del cuore. Nel 2020 inizia una collaborazione con il programma televisivo Propaganda Live, dove legge e interpreta una serie di monologhi scritti da vari autori (in particolare Mattia Torre). Sua l'invenzione, in collaborazione con il fumettista Makkox, del Fantacitorio, un fantasport basato sulla cronaca politica.

## Filmografia

### Cinema
- Piccole anime, regia di Giacomo Ciarrapico (1998)
- Eccomi qua, regia di Giacomo Ciarrapico (2002)
- Non prendere impegni stasera, regia di Gianluca Maria Tavarelli (2006)
- Ho voglia di te, regia di Luis Prieto (2007)
- Diciotto anni dopo, regia di Edoardo Leo (2010)
- Nessuno mi può giudicare, regia di Massimiliano Bruno (2011)
- Boris - Il film, regia di Giacomo Ciarrapico, Mattia Torre e Luca Vendruscolo (2011)
- Viva l'Italia, regia di Massimiliano Bruno (2012)
- Smetto quando voglio, regia di Sydney Sibilia (2014)
- Ogni maledetto Natale, regia di Giacomo Ciarrapico, Mattia Torre e Luca Vendruscolo (2014)
- Smetto quando voglio - Masterclass, regia di Sydney Sibilia (2017)
- Smetto quando voglio - Ad honorem, regia di Sydney Sibilia (2017)
- Moglie e marito, regia di Simone Godano (2017)
- La profezia dell'armadillo, regia di Emanuele Scaringi (2018)
- La prima pietra, regia di Rolando Ravello (2018)
- Figli, regia di Giuseppe Bonito (2020)
- Tutta colpa del rock, regia di Andrea Jublin (2025)

### Televisione
- La squadra - serie TV, 3x02 (2001)
- Ho sposato un calciatore, regia di Stefano Sollima - miniserie TV (2005)
- Il maresciallo Rocca, regia di Giorgio Capitani - serie TV (2005)
- R.I.S. - Delitti imperfetti, regia di Alexis Sweet - serie TV (2006)
- Buttafuori, regia di Giacomo Ciarrapico, Mattia Torre e Luca Vendruscolo - serie TV (2006)
- Boris - serie TV (2007-2010, 2022)
- Tutti pazzi per amore 2, regia di Riccardo Milani - serie TV (2010)
- Dov'è Mario?, regia di Edoardo Gabbriellini - serie TV (2016)
- A casa tutti bene - La serie, regia di Gabriele Muccino (2021-in corso)

### Documentari
- Il potere del genio - Bernini

### Video musicali
- Prezioso feat. Marvin - Voglio vederti danzare (cover di Franco Battiato), 2003[5]

## Audiolibri
- Mattia Torre, In mezzo al mare. Sette atti comici, Roma, Emons, 2019  [2012].
- Zerocalcare, La profezia dell'armadillo, Storytel, 2023  [2011], ISBN 978-91-7989-708-6.

## Riconoscimenti
- David di Donatello
  - 2014 -  Candidatura al miglior attore non protagonista per Smetto quando voglio

- Nastri d'argento - Grandi Serie
  - 2022 - Candidatura per il migliore attore protagonista in una serie per A casa tutti bene - La serie